# Jonas Vingegaard
Jonas Vingegaard Rasmussen (prononcé : /jo.nas vin.gø.gɔr ʁas.my.sẽn/), né le 10 décembre 1996 à Hillerslev (da), est un coureur cycliste danois, membre de l'équipe Visma-Lease a Bike. Depuis son mariage avec Trine Hansen, son nom complet est Jonas Vingegaard Rasmussen Hansen. Spécialiste des courses par étapes, il remporte le Tour de France en 2022 et 2023.

## Biographie

### Débuts amateurs
Après des années juniors sans résultats notables, Jonas Vingegaard rejoint l'équipe continentale danoise  ColoQuick-Cult en mai 2016. En juillet, il se classe neuvième du contre-la-montre en côte du Sibiu Cycling Tour, juste devant Egan Bernal. En septembre 2016, il se classe à 19 ans deuxième du Tour de Chine I, quatre secondes derrière Raffaello Bonusi.
En avril 2017, il est quatrième et meilleur jeune du Tour du Loir-et-Cher. Il confirme le mois suivant avec plusieurs top 10 sur des courses d'un jour de l'UCI Europe Tour, dont la deuxième place du Grand Prix Viborg, où il est devancé sur la ligne par Kasper Asgreen. Deux semaines plus tard, il se fracture le fémur au Tour des Fjords, ce qui met un terme à sa saison prématurément.
Il revient en forme en avril 2018. Il se classe neuvième du Triptyque des Monts et Châteaux, puis cinquième et meilleur jeune du Tour du Loir-et-Cher. Avec la sélection espoir danoise, il est cinquième du Grand Prix Priessnitz spa, une des épreuves références du calendrier de la Coupe des Nations espoirs.
En juillet 2018, il gagne le prologue en côte du réputé Tour de la Vallée d'Aoste. Le lendemain, il chute et abandonne dans les premiers kilomètres de l'étape, en raison d'une commotion cérébrale.
Vingegaard est engagé comme employé dans la poissonnerie Chrisfish de Hanstholm de 2017 à 2018,. Il n'a pas été le seul cycliste professionnel à travailler là-bas, Michael Valgren y a aussi occupé un poste.
Un mois plus tard, il gagne avec les espoirs danois la course contre-la-montre par équipes du Tour de l'Avenir. Grâce à ses qualités de grimpeur, il signe en août 2018, un contrat de deux ans avec l'équipe World Tour néerlandaise Jumbo, pour les saisons 2019 et 2020.

### 2019-2020: premiers résultats chez les professionnels
Pour sa première saison dans le World Tour, il termine avec les favoris, lors de la dernière étape du Tour du Pays basque. Fin mai, il chute lors de la première étape du Tour de Norvège et est non-partant le lendemain, en raison d'une douleur au coude.
Il se révèle deux mois plus tard lors du Tour de Pologne. Il crée la surprise en gagnant la sixième étape devant Pavel Sivakov et Jai Hindley. Cette première victoire sur le circuit World Tour lui permet de prendre la tête du général à une journée de la fin. Rapidement en difficulté lors de la dernière étape, il perd plus de quatorze minutes et termine finalement 26e du général.
Dans la foulée, il se classe deuxième du Tour du Danemark et neuvième du Tour d'Allemagne.
En 2020, il se classe huitième du Tour de Pologne, remporté par Remco Evenepoel. Il s'agit du résultat le plus notable de sa saison. Contrairement à l'édition de 2019, il ne remporte pas d'étape. Il participe aussi à son premier grand tour, le Tour d'Espagne 2020, où il se révèle en tant qu'équipier précieux en montagne de Primož Roglič dans sa victoire finale au classement général. Jonas s'y classe 46e.

### 2021: deuxième du Tour de France

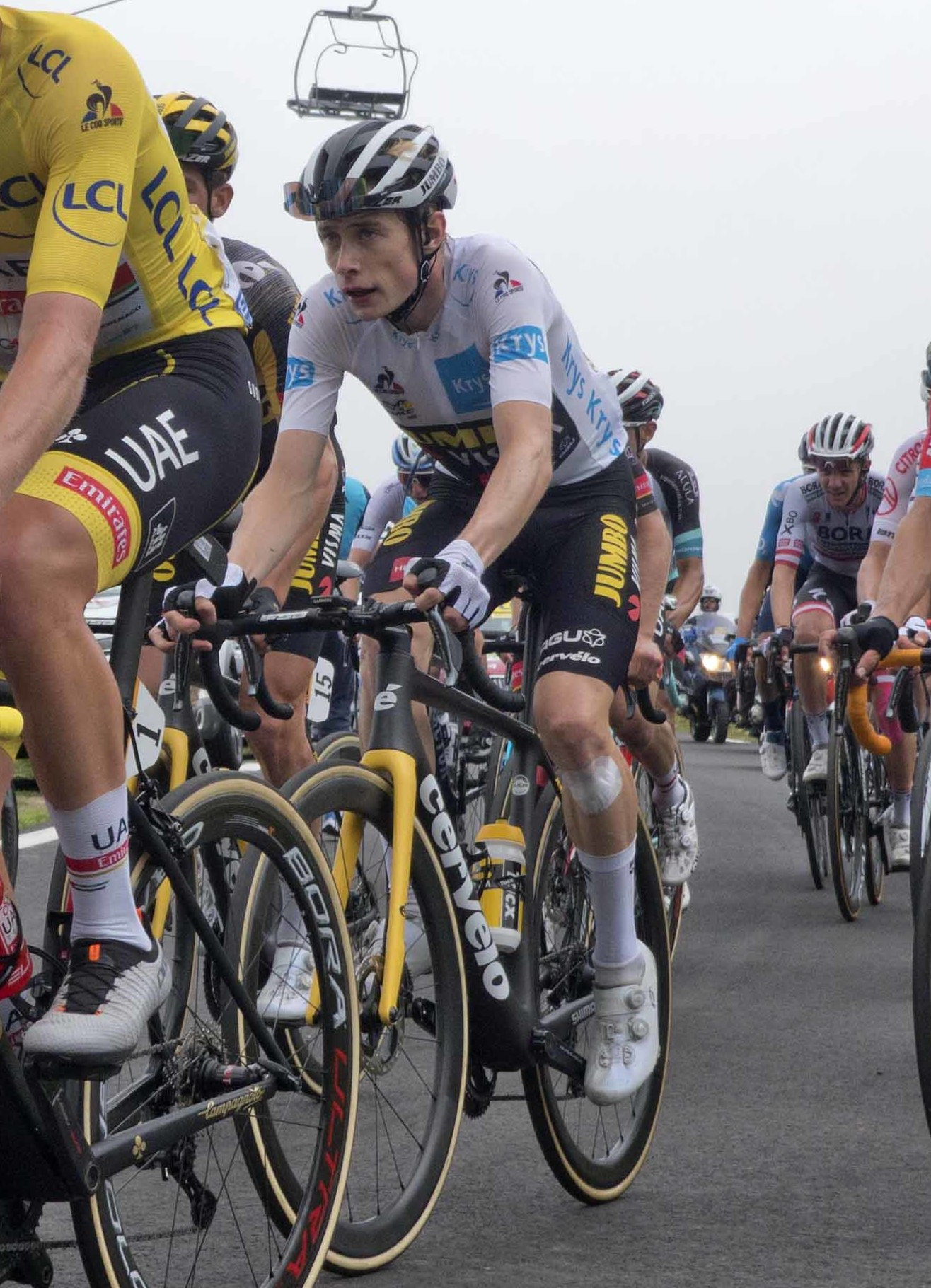
Jonas Vingegaard lors du Tour de France 2021.

Comme pour la plupart des coureurs du World Tour, Jonas Vingegaard commence sa saison par le Tour des Émirats arabes unis. Dès la première étape, il perd plus de huit minutes dans les bordures et donc toutes ses chances de briller au général. Quatre jours plus tard, il gagne la 5e étape au sommet du Jebel Jais, avec 3 secondes d'avance sur Tadej Pogačar.
Il enchaîne avec la Semaine internationale Coppi et Bartali, où il gagne le général et deux étapes. Il s'illustre ensuite sur le Tour du Pays basque, où il se classe deuxième du général derrière son coéquipier Primož Roglič et devant Pogačar. Il affirme après la course : « J'ai vraiment franchi un cap cette année. Je suis vraiment très heureux de finir deuxième de cette course ».
Après des classiques ardennaises sans résultats notables, il est aligné sur le Tour de France en tant qu'équipier du favori Primoz Roglic. Vingegaard n'est pas en début de saison dans les plans de sa formation pour la Grande Boucle mais ses résultats couplés au retrait de la compétition de Tom Dumoulin lui permettent d'être retenu. Sur le Tour, Roglič est victime de chutes et abandonne après huit étapes, laissant Vingegaard comme seul prétendant au classement général de l'équipe Jumbo-Visma. Il termine deux fois deuxième d'étape derrière Tadej Pogačar, ainsi que troisième des deux contre-la-montre individuels du Tour.
Grande surprise de la course, il parvient à prendre la deuxième place du classement général final à 5 minutes et 20 secondes de Tadej Pogačar, notamment grâce à une deuxième partie de Tour mieux gérée que la première. Il devient le deuxième coureur danois à monter sur le podium du Tour de France et le premier depuis 1996. Après avoir prolongé son contrat chez Jumbo-Visma jusqu'en 2024, il conclut sa saison en terminant huitième de la Classique de Saint-Sébastien puis quatorzième du Tour de Lombardie.

### 2022: vainqueur du Tour de France
Fin février, Vingegaard remporte la Drôme Classic en partant à 30 km de l'arrivée avec Juan Ayuso. Sur la ligne, il devance de trois secondes ses deux poursuivants, Guillaume Martin et Benoît Cosnefroy. C'est sa première victoire sur une classique. En juin, il gagne la dernière étape du Dauphiné, et se classe 2e du classement général derrière son leader Primož Roglič.
Lors du Tour de France 2022, dans les Alpes, il attaque le maillot jaune et tenant du titre Tadej Pogačar avec toute son équipe dès le Col du Galibier, notamment Wout van Aert et Primož Roglič. Il est le vainqueur de la 11e étape, dont l'arrivée est jugée au Col du Granon sur les hauteurs de Serre Chevalier. Il devance Nairo Quintana de 59 secondes et endosse pour la première fois le maillot jaune, jusque-là détenu par le Slovène Tadej Pogačar. Dans les Pyrénées, parti en contre avec son équipe derrière une échappée de son coéquipier Wout van Aert, du Français Thibaut Pinot et du Colombien Daniel Martinez, il gagne la 18e étape, à Hautacam, après un mano à mano avec le deuxième du général Tadej Pogačar qui lui concède finalement 1 min 4 s au sommet. Au classement général, il possède désormais 3 min 26 s d'avance sur le Slovène. Sa victoire lui permet également de prendre le maillot à pois à l'Allemand Simon Geschke. Lors de la 20e étape, il arrive second du contre-la-montre à Rocamadour, devançant une nouvelle fois Pogačar de 8 secondes. À l'issue de la dernière étape sur les Champs-Élysées à Paris, il remporte le premier Tour de France de sa carrière. Il est le deuxième Danois à gagner cette épreuve après Bjarne Riis,,.
Le jeune vainqueur est rapatrié au Danemark dans un avion privé, en partie repeint en jaune en l'honneur du maillot, son atterrissage à Copenhague est accompagné par deux chasseurs F16 des forces armées. Il est accueilli par une foule de 70 000 personnes à l’hôtel de ville.
Durant les mois qui suivent, le jeune coureur est absent de plusieurs courses où il était attendu après sa victoire au Tour de France, notamment le Tour du Danemark et le championnat du monde programmés en septembre. Plusieurs journaux s'interrogent sur son moral et mentionnent des «moments difficiles» traversés par le champion,,. Son retour est annoncé pour le Tour de Lombardie, début octobre.
Le Danois reprend finalement la compétition deux mois après, en participant au Tour de Croatie. Il pensait remporter la course, après avoir triomphé sur deux étapes,, mais perd tout espoir de gagner l'épreuve, à la suite de sa chute lors de la dernière étape. Matej Mohoric, son dauphin, prend le maillot de leader par le jeu des bonifications en finissant deuxième de l'étape derrière Elia Viviani.

### 2023: doublé sur le Tour de France

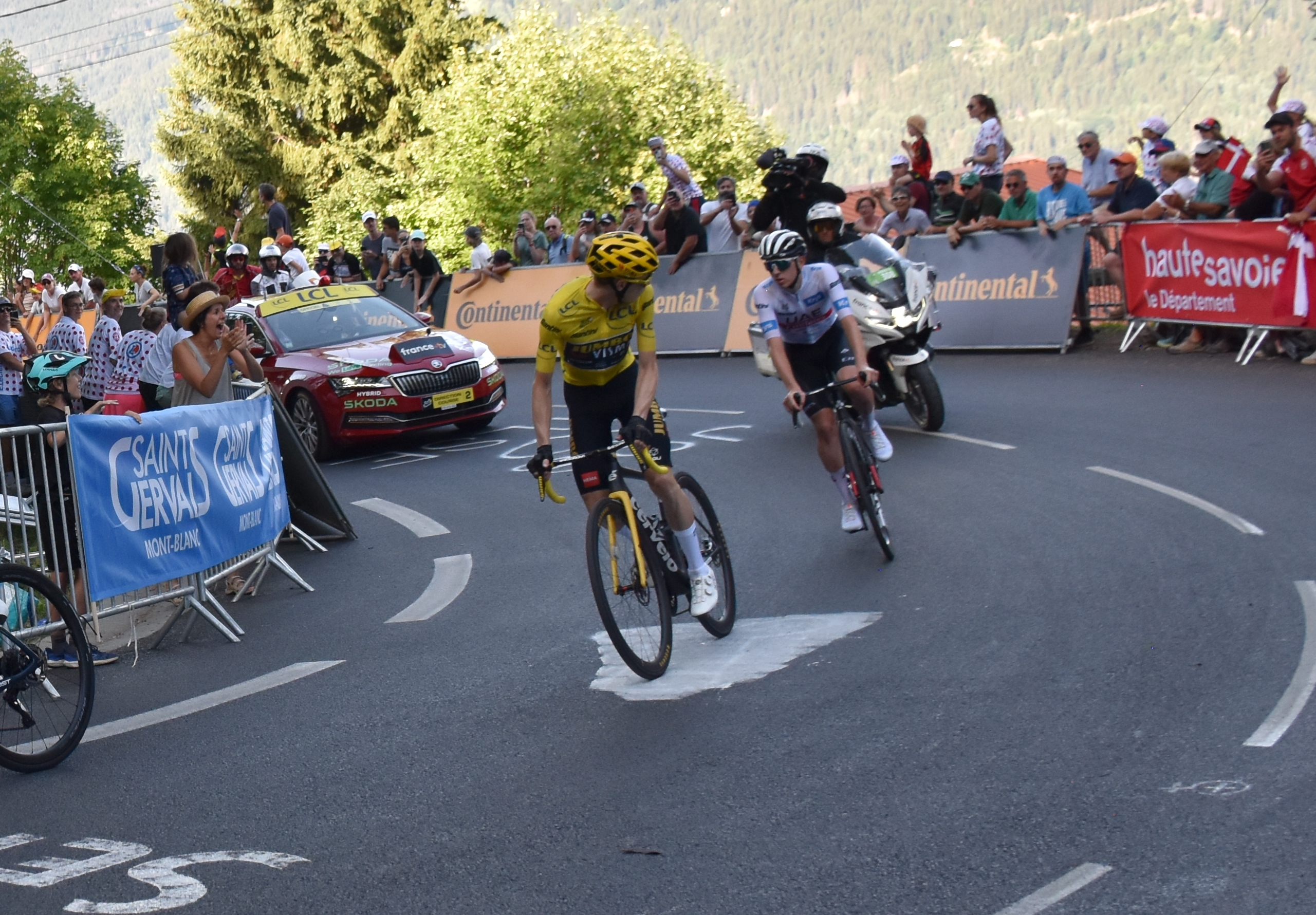
Jonas Vingegaard surveillant Tadej Pogačar lors du Tour de France 2023 (final de la 15e étape).

En mars 2023, pour sa première participation dans Paris-Nice, Vingegaard termine troisième de l'épreuve derrière Tadej Pogačar et David Gaudu, régulièrement lâché par ces derniers, mais réussissant à limiter les écarts. Mais, le mois suivant, il domine largement le Tour du Pays basque en s'adjugeant trois étapes et le classement général. En pleine préparation pour le Tour de France, il s'aligne sur le Critérium du Dauphiné qu'il remporte aisément devant Adam Yates tout en remportant deux étapes dont une au col de la Croix-de-Fer.
Lors du Tour de France, il parvient à s'emparer du maillot jaune lors de la 6e étape en terminant deuxième, derrière son principal rival pour le classement général, Tadej Pogačar. Une lutte serrée s'installe entre les deux coureurs, jusqu'à la 16e étape, où il distance le Slovène de plus d'une minute trente secondes lors de l'unique contre-la-montre individuel de l'épreuve. Le lendemain, il termine quatrième de l'étape et prend le large au classement général avec plus de sept minutes d'avance sur Pogačar, en grosse difficulté dans l'ascension du col de la Loze. Il remporte une seconde fois le Tour de France à l'issue de la 21e étape.
Il décide de participer au Tour d'Espagne jouissant d'un statut de coleader d'équipe avec Primož Roglič afin de contrer le vainqueur sortant Remco Evenepoel et de tenter un doublé personnel Tour de France - Tour d'Espagne ou un triplé d'équipe pour les trois Grands Tours. Il est victime d'une crevaison lors du contre-la-montre inaugural par équipes à Barcelone. Le team Jumbo-Visma l'attend et perd une trentaine de secondes  sur ses principaux adversaires. Il gagne en solitaire la 13e étape au col du Tourmalet mais ne parvient pas à creuser un écart suffisant (30 secondes) pour reprendre le maillot rouge à son équipier Sepp Kuss qui le porte depuis la 8e étape. Lors de la 16e étape, il tente de nouveau sa chance avec une attaque tranchante à 4 km du sommet et gagne sa seconde étape sur cette Vuelta, distançant Kuss de plus d'une minute et revenant à 29 secondes de son équipier américain. Le lendemain, Roglič et Vingegaard lâchent Kuss à 1 500 m de l'arrivée et se disputent la victoire. Roglič l'emporte avec Vingegaard dans le même temps mais Kuss, arrivé troisième à 19 secondes, sauve son maillot rouge pour huit petites secondes sur Vingegaard. À partir de ce moment, l'équipe Jumbo-Visma, qui occupe les trois premières places du classement général, préfère maintenir un statu quo pour le trio de tête et Kuss remporte la Vuelta devant Vingegaard et Roglič. Il arrête sa saison à l'issue de ce Tour d'Espagne.
En 2023, Vingegaard a participé à six courses à étapes, en a remporté quatre, a terminé une fois deuxième, une fois troisième et gagné onze étapes individuelles. Il n'a pris le départ d'aucune course d'un jour. Il termine la saison à la deuxième place du classement mondial UCI et reçoit le trophée du Vélo d'or. En décembre, sa formation annonce la prolongation de son contrat jusqu'en fin d'année 2028.

### 2024: grave chute au tour du Pays Basque puis deuxième du Tour de France
Jonas Vingegaard commence la saison 2024 à la fin du mois de février par une razzia sur le Gran Camiño où il remporte les trois étapes en ligne ainsi que le classement général. Il poursuit sa moisson de victoires à Tirreno-Adriatico. Il y gagne les deux étapes de montagne et s'impose au classement général devant Juan Ayuso. À partir du 1er avril, il participe au Tour du Pays basque. Lors de la quatrième étape, il est pris dans une chute collective avec, entre autres, Remco Evenepoel et Primož Roglič lors de la descente d'un col et doit abandonner comme ses adversaires à cause de ses blessures. Il est atteint d'une fracture de la clavicule gauche traitée par chirurgie, de côtes cassées, d'une contusion pulmonaire et d'un pneumothorax,,. 
Alors que sa participation au Tour de France est longtemps incertaine et conditionnée à une récupération de ses capacités athlétiques, il figure en juin dans la sélection de huit coureurs annoncée par sa formation et est au départ à Florence le 29 juin. Il se positionne rapidement comme un candidat à la victoire finale et tente de résister à la domination de Tadej Pogačar. Il remporte d'ailleurs la 11e étape au Lioran dans un sprint à deux avec Pogačar. Lors des deux étapes pyrénéennes (14e et 15e étapes), il se classe deuxième  derrière Tadej Pogačar et doit concéder du temps au maillot jaune slovène mais il déclare garder espoir d'inverser la situation dans les Alpes en troisième semaine. Toutefois, la troisième semaine confirme la suprématie du Slovène. Il finit deuxième des deux dernières étapes remportées par Pogačar ainsi que du classement général à 6 min 17 s de celui-ci.
Il reprend la compétition le 10 août à la Classique de Saint-Sébastien où il abandonne. Deux jours plus tard, il s'aligne au Tour de Pologne. Il s'empare du maillot de leader à l'issue de la 2e étape grâce à un deuxième place obtenue lors du contre-la-montre remporté par Tim Wellens et conserve la tête du classement général jusqu'à la fin de l'épreuve qui est son ultime compétition de l'année. En fin de saison, il se classe à la septième place du classement mondial UCI 2024, perdant cinq places par rapport à l'année précédente.

### 2025: deuxième du Tour de France

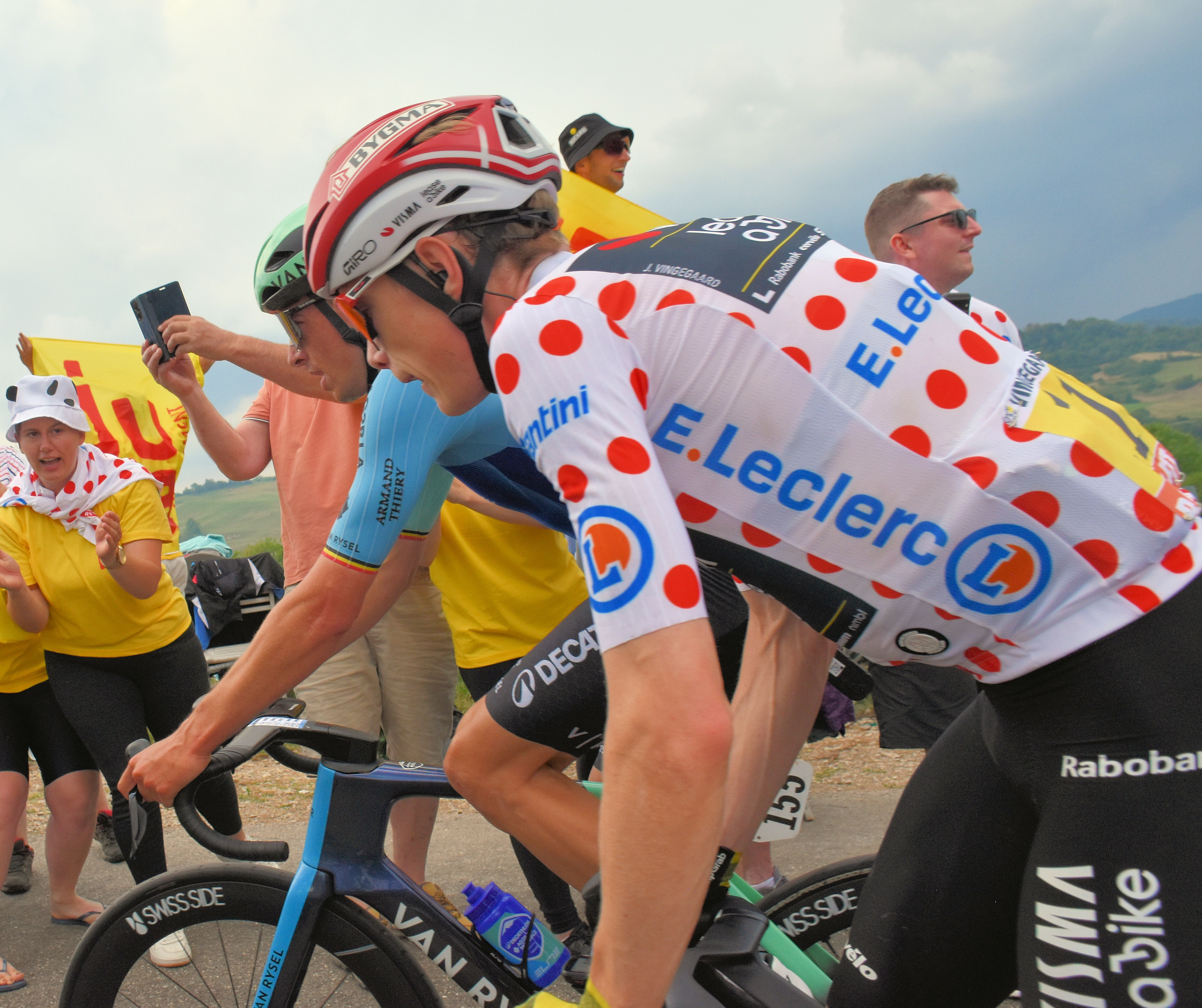
Jonas Vingegaard, 2e du Tour de France 2025

Après six mois sans compétition, Jonas Vingegaard est au départ du Tour d’Algarve. Il limite les dégâts en terminant sixième lors de la 2e étape au sommet de l'Alto da Foia à 10 secondes du duo de l'UAE Emirates Jan Christen-João Almeida. Il fait la différence dans le contre-la-montre de la dernière étape à Malhão en remportant ce chrono et le classement général final.
Sur Paris-Nice, l’équipe Visma Lease a Bike gagne la 3e étape disputée sous la forme d'un contre-la-montre par équipes entre le circuit de Magny-Cours et Nevers. Le maillot jaune échoit à son équipier Matteo Jorgenson. Le lendemain, dans une étape perturbée par les conditions atmosphériques, il attaque à deux kilomètres de l'arrivée au sommet de La Loge des Gardes mais rate la victoire en étant dépassé à cinquante mètres de l'arrivée par João Almeida. Toutefois, il endosse le maillot jaune avec un avantage de cinq secondes sur Jorgenson. Il chute le lendemain lors de la 5e étape et ne peut suivre les meilleurs dans la dernière ascension. Il abandonne Paris-Nice avant le départ de la 6e étape à cause d'une blessure à la main. Insuffisamment remis de sa chute sur Paris-Nice, il fait l'impasse sur le Tour de Catalogne.

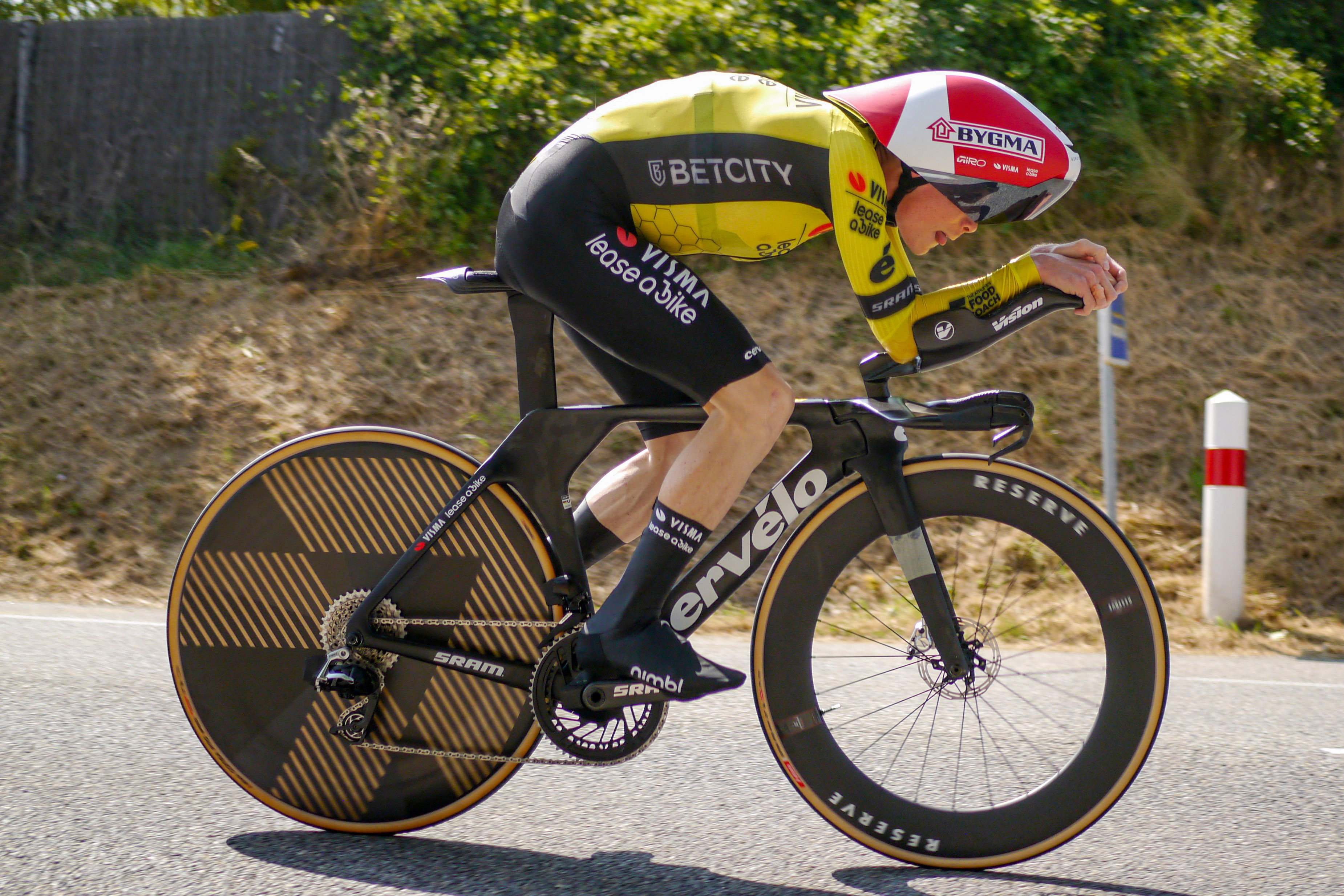
Jonas Vingegaard lors de la 4eme étape clm du Critérium du Dauphiné 2025

Après presque trois mois sans compétition, il s'aligne sur le Critérium du Dauphiné en guise de préparation pour le Tour de France. Il réalise de bonnes performances en finissant deuxième de cinq étapes mais ne peut suivre Tadej Pogačar dans deux étapes de montagne avec arrivées au sommet. Il se classe deuxième du classement général à 59 secondes du champion du monde slovène.
Au départ du Tour de France, il est cité comme le rival no 1 de Tadej Pogačar. Après avoir fait quasiment jeu égal avec le Slovène champion du monde pendant les quatre premières étapes, il réalise une contre-performance lors du contre-la-montre de Caen (5e étape) où il se classe 13e et concède 1 min 5 sec à Pogačar et 1 min 21 à Remco Evenepoel, le vainqueur du jour. Ne parvenant jamais à distancer Pogačar et lui concédant régulièrement du temps, il se classe quatre fois deuxième d'étapes et termine le Tour pour la troisième fois à la deuxième place derrière le Slovène.

## Rivalité avec Tadej Pogačar
La rivalité de Vingegaard avec le Slovène Tadej Pogačar est considérée comme l'élément marquant du Tour de France des années 2020 et l'une des plus grandes rivalités cyclistes de tous les temps,,. Pogačar et Vingegaard ont terminé premier et deuxième lors de cinq Tours consécutifs de 2021 à 2025 : Pogačar s'imposant en 2021, 2024 et 2025, Vingegaard en 2022 et 2023. Ils ne se sont jamais affrontés lors des deux autres Grands Tours mais ont concouru sur d'autres courses par étapes de haut niveau, comme le Tirreno-Adriatico 2022, le Paris-Nice 2023 ou le Critérium du Dauphiné 2025, remportés par Pogačar. Ils ont été décrits par les analystes comme évoluant à un niveau « à des années-lumière du reste » du peloton.

## Palmarès

### Palmarès amateur
- 2016
  - 2e du Tour de Chine I
- 2017
  - 2e du Grand Prix Viborg
- 2018
  - Prologue du Tour de la Vallée d'Aoste
  - 4e étape du Tour de l'Avenir (contre-la-montre par équipes)

### Palmarès professionnel
| - 2019 - 6e étape du Tour de Pologne - 2e du Tour du Danemark - 2020 - 8e du Tour de Pologne - 2021 - 5e étape du Tour des Émirats arabes unis - Semaine internationale Coppi et Bartali : - Classement général - 2e et 4e étapes - 2e du Tour du Pays basque - 2e du Tour de France - 8e de la Classique de Saint-Sébastien - 2022 - Drôme Classic - 8e étape du Critérium du Dauphiné - Tour de France : - Classement général - Classement du meilleur grimpeur - 11e et 18e étapes - 3e et 5e étapes du Tour de Croatie - 2e de Tirreno-Adriatico - 2e du Critérium du Dauphiné - 2e du Tour de Croatie - 6e du Tour du Pays basque - 2023 - Gran Camiño : - Classement général - 2e, 3e et 4e (contre-la-montre) étapes - 3e étape de Paris-Nice (contre-la-montre par équipes) - Tour du Pays basque : - Classement général - 3e, 4e et 6e étapes - Critérium du Dauphiné : - Classement général - 5e et 7e étapes - Tour de France : - Classement général - 16e étape (contre-la-montre) - 13e et 16e étapes du Tour d'Espagne - 2e du Tour d'Espagne - 3e de Paris-Nice | - 2024 - Gran Camiño : - Classement général - 2e, 3e et 4e étapes - Tirreno-Adriatico - Classement général - 5e et 6e étapes - 11e étape du Tour de France - Classement général du Tour de Pologne - 2e du Tour de France - 2025 - Tour de l'Algarve : - Classement général - 5e étape (contre-la-montre) - 3e étape de Paris-Nice (contre-la-montre par équipes) - 2e du Critérium du Dauphiné - 2e du Tour de France |  |

### Résultats sur les grands tours

#### Tour de France
5 participations
- 2021 : 2e
- 2022 :  Vainqueur du classement général,  vainqueur du classement du meilleur grimpeur et des 11e et 18e étapes,  maillot jaune pendant 11 jours
- 2023 :  Vainqueur du classement général, vainqueur de la 16e étape (contre-la-montre),  maillot jaune pendant 16 jours
- 2024 : 2e,  vainqueur de la 11e étape
- 2025 : 2e

#### Tour d'Espagne
2 participations
- 2020 : 46e
- 2023 : 2e, vainqueur des 13e et 16e étapes

### Résultats sur les courses par étapes
Ce tableau présente les résultats de Jonas Vingegaard sur les courses par étapes de l'UCI World Tour hors Grands Tours auxquelles il a participé.
| AB | Abandon | HD | Hors-délais | - | Pas de participation | X | Pas d'épreuve |

| Année | UAE Tour | Paris-Nice | Tirreno-Adriatico | Tour du Pays basque | Tour de Romandie | Critérium du Dauphiné | Tour de Pologne |
| ----- | -------- | ---------- | ----------------- | ------------------- | ---------------- | --------------------- | --------------- |
| 2019  | -        | -          | -                 | 32e                 | 72e              | -                     | 26e             |
| 2020  | -        | -          | -                 | -                   | X                | -                     | 8e              |
| 2021  | 46e      | -          | -                 | 2e                  | -                | 51e                   | -               |
| 2022  | -        | -          | 2e                | 6e                  | -                | 2e                    | -               |
| 2023  | -        | 3e         | -                 | Vainqueur           | -                | Vainqueur             | -               |
| 2024  | -        | -          | Vainqueur         | AB                  | -                | -                     | Vainqueur       |
| 2025  | -        | AB         | -                 | -                   | -                | 2e                    |                 |

### Classements mondiaux
| Année                                 | 2016 | 2017 | 2018 | 2019 | 2020 | 2021 | 2022 | 2023 | 2024 |
| ------------------------------------- | ---- | ---- | ---- | ---- | ---- | ---- | ---- | ---- | ---- |
| Classement mondial                    | 683e | 881e | 822e | 259e | 331e | 18e  | 4e   | 2e   | 7e   |
| UCI Europe Tour                       | nc   | 562e | 490e | 211e | 272e | 15e  | 4e   | 2e   | 6e   |
| UCI Asia Tour                         | 83e  | nc   | nc   |      |      |      |      |      |      |
|                                       |      |      |      |      |      |      |      |      |      |
| Légende : nc = non classéSource : UCI |      |      |      |      |      |      |      |      |      |

## Distinctions
- Cycliste danois de l'année en 2021 et 2022
- Sportif danois de l'année en 2022
- Vélo d'or en 2023